# Francis Egerton (amiral)
Pour les articles homonymes, voir Francis Egerton.
L'amiral Francis Egerton (15 septembre 1824 - 15 décembre 1895), connu sous le nom de Francis Leveson-Gower jusqu'en 1833, est un commandant de la marine britannique et homme politique  de la famille Egerton.

## Jeunesse
Egerton est le deuxième fils de onze enfants nés de Harriet Catherine Greville, comtesse d'Ellesmere, et de Francis Egerton (1er comte d'Ellesmere), qui est secrétaire à la guerre et secrétaire en chef pour l'Irlande. Son père hérite de la richesse considérable (mais pas des titres) de Francis Egerton (3e duc de Bridgewater).
Sa mère, une arrière-arrière-petite-fille du 5e baron Brooke, est la fille de Charles Greville, et ses grands-parents paternels sont George Leveson-Gower (1er duc de Sutherland) et Elizabeth Leveson-Gower, duchesse de Sutherland (fille du 18e comte de Sutherland). Son oncle maternel est le secrétaire particulier du duc de Wellington .

## Carrière
En 1840  il rejoint la Royal Navy et participe immédiatement au service actif en raison de la crise orientale de cette année-là : il sert au large des côtes syriennes et participe au bombardement d'Acre . Pendant la Guerre de Crimée il commande le HMS Basilisk et en 1855 il atteint le grade de capitaine .
Il est aide de camp de la reine Victoria de 1865 à 1873 . En 1873, il est promu contre-amiral et il est placé sur la liste des retraités en novembre 1875. Après sa retraite, il continue d'être promu : en 1878 au grade de vice-amiral et en 1884 au grade d'amiral .
Il siège également en tant que député libéral du Derbyshire East de 1868 à 1885 et du Derbyshire North-East de 1885 à 1886.
Dans ses dernières années, il réside dans le Surrey, où il continue ses activités politiques en tant que président de la division Chertsey du Conseil libéral central . Il est nommé Lord Lieutenant du comté en 1893 .

## Vie privée
Egerton épouse Lady Louisa Caroline Cavendish (1835-1907), fille de William Cavendish (7e duc de Devonshire), et sœur de Spencer Cavendish (8e duc de Devonshire), en 1861 . Ils ont :
- William Francis Egerton (1868-1949), qui épouse Lady Alice Osborne, une fille de George Osborne (9e duc de Leeds) ;
- Commandant Frederick Greville Egerton (1869-1899)[5], décédé à Ladysmith en Afrique du Sud, des suites de blessures reçues au combat [6] ;
- Blanche Harriet Egerton (1871-1943), qui est née à Londres et qui ne s'est pas mariée ;
- Dorothy Charlotte Egerton (1874-1959), qui est nommée Officier de l'Ordre de l'Empire britannique et qui ne s'est pas mariée [4] ;
- Christian Mary Egerton (1876-1970), qui est nommée membre de l'Ordre de l'Empire britannique et qui ne s'est pas mariée [4].

Il meurt le 15 décembre 1895 à son domicile de Weybridge d'une maladie cardiaque à l'âge de 71 ans et est enterré à Byfleet .